# Lugoskisfalu község
Lugoskisfalu község (románul: Comuna Victor Vlad Delamarina) község Temes megyében, Romániában. Központja Lugoskisfalu, beosztott falvai Herés, Honoros, Krassóviszák, Pădureni, Vecseháza, Újlugoskisfalu.

## Népessége
A 2011-es népszámlálás adatai alapján a község népessége 2604 fő volt.